# Chaetochlorops
Chaetochlorops is een vliegengeslacht uit de familie van de halmvliegen (Chloropidae).

## Soorten
- C. inquilina (Coquillett, 1898)